# صدف‌خوار آفریقایی
صدف‌خوار آفریقایی (نام علمی: Haematopus moquini) نام یک گونه از سرده صدف‌خوار است.